# Notomys mitchellii
Notomys mitchellii är en däggdjursart som först beskrevs av Ogilby 1838.  Notomys mitchellii ingår i släktet hoppråttor och familjen råttdjur. IUCN kategoriserar arten globalt som livskraftig. Inga underarter finns listade i Catalogue of Life.
Arten förekommer i sydvästra och södra Australien. Den lever i buskskogar som domineras av växter från eukalyptussläktet (Eucalyptus). Individerna är aktiva på natten och de gräver komplexa tunnelsystem.